# Emmanuel Lê Van Phung
Emmanuel Lê Van Phung est l'un des 117 martyrs vietnamiens canonisés par Jean-Paul II en 1988. Père de neuf enfants, catholique zélé, catéchiste, il abrite des missionnaires chrétiens au plus fort de la persécution religieuse sous le règne de l'empereur Tu Duc (1847-1883). Arrêté le 7 janvier 1859, il séjourne plus de six mois en prison avant d'être exécuté le 31 juillet 1859.

## Biographie
Il voit le jour dans l'ancien village de Tan Duc sur l'île de Jan (cù lao Giêng) située au milieu de la rivière Tien dans l'actuel district de Cho Moi dans la partie orientale de la province d'An Giang, à la frontière avec le Cambodge. Il est né au sein de la famille Dan Nuoc, l'une des familles chrétiennes les plus anciennes du sud du Vietnam. 
Emmanuel participe à l'activité principale de sa famille qui est la culture du ver à soie. Son épouse, qui pratique la médecine traditionnelle, lui donne neuf enfants. Le couple en adopte deux par ailleurs.
Grâce à sa personnalité entreprenante et à son zèle religieux, Emmanuel est promu « patron » de l'île. Il prend soin des pauvres et des malades, veille à ce que les mourants reçoivent les derniers sacrements, y compris lorsque la peste sévit. En raison de sa foi profonde et de son dévouement, l'évêque lui confie la catéchèse des enfants de l'île et, au-delà, de Chau Doc. Il organise alors l'Eglise sur l'île, aidant à la construction d'églises, de séminaires et de maisons pour les religieuses.  
Pendant la période de persécution religieuse sous Tu Duc, il abrite des missionnaires étrangers et des prêtres vietnamiens. À la suite d'une dénonciation, il est arrêté dans sa maison le 7 janvier 1859 ainsi que le jeune prêtre vietnamien qui célébrait la messe ce jour-là et qui n'avait pas voulu fuir, Pierre Doan Cong Quy . Refusant de renier leur foi, les deux hommes sont conduits à la prison de la ville. La sentence d'exécution leur parvient au bout de six mois. Le lendemain matin, 31 juillet, le prêtre est décapité et le laïc étranglé à l'extérieur de la prison, près de la rivière. Les corps restent exposés toute la journée sous la garde de soldats armés puis sont retirés la nuit tombée par des paroissiens venus les chercher. 

## Culte
Les deux martyrs sont béatifiés par Pie X le 2 mai 1909. Ils sont canonisés par Jean-Paul II le 19 juin 1988 lors de cérémonie de canonisation d'André Dung Lac, prêtre et de ses compagnons martyrs. Au cours de cette cérémonie, le pape honore « cent-dix-sept martyrs mis à mort entre 1745 et 1862 dans diverses régions du Vietnam : le Tonkin, l'Annam et la Cochinchine. Parmi eux, huit évêques, un grand nombre de prêtres et une foule considérable de laïcs chrétiens des deux sexes, de toute condition, de tout âge, qui ont tous préféré souffrir l'exil, la prison, les tortures et enfin les derniers supplices plutôt que de fouler aux pieds la croix et faillir à la foi chrétienne ». Ces 117 martyrs parmi lesquels figure Emmanuel Lê Van Phung, dont les épreuves semblent les plus cruelles, sont choisis pour représenter les 130 000 victimes de la persécution religieuse tombées sur les terres du Vietnam.  
La dépouille du saint laïc est ensevelie près de sa maison sur l'île de Jan. Celle du prêtre qui l'a accompagné dans son martyre, après avoir été dans un premier temps inhumée dans l'église de Nang Gù, est transportée au séminaire de l'île à l'occasion du centenaire de son martyre en 1959. Un monument commémoratif est érigé à une centaine de mètres de l'église en leur honneur et un pèlerinage est organisé chaque 31 juillet. 
En 2018, le diocèse de Long Xuyen célèbre le 30e anniversaire de la canonisation des martyrs vietnamiens. 

## Iconographie
Ayant subi leur martyre ensemble, Emmanuel Lê Van Phung et Pierre Doan Cong Quy sont représentés côte à côte. Emmanuel, simple laïc, est représenté dans une attitude humble et pieuse, les mains croisées sur la poitrine ou jointes dans la prière. 